# Сегал, Герман Михайлович

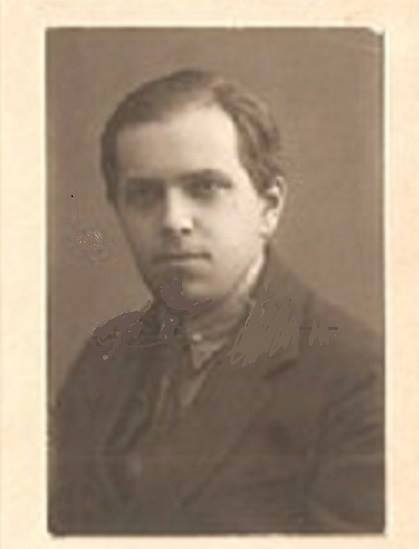
Сегал Герман Михайлович (1897—1937)
Главный транспортный прокурор СССР

Герман Михайлович Сегал (17 мая 1897 — 25 ноября 1937) — советский деятель юстиции, главный транспортный прокурор СССР.
Родился в Москве, в еврейской семье. В крещении - Гермоген. Получил незаконченное высшее образование. Главный транспортный прокурор СССР. Исключён из ВКП(б), арестован 16 августа 1937. Осуждён Военной коллегией Верховного суда СССР по обвинению в подрывной работе в судебной системе и участии в антисоветской контрреволюционной организации к расстрелу 25 ноября 1937 и в тот же день расстрелян. Похоронен на территории Донского кладбища. Также были расстреляны его заместитель Сергей Алексеевич Миронов и помощник Аркадий Маркович Липкин. Реабилитирован 25 февраля 1956 определением Военной коллегии Верховного суда СССР с формулировкой «За отсутствием состава преступления». Герман Сегал и его помощники останавливали расстрельные списки сталинского террора, пытались спасти невиновных…

#### Из книги Аркадия Ваксберга «Страницы одной жизни. Штрихи к политическому портрету Вышинского»
"Среди тех юристов высшего ранга, санкцию на арест которых Вышинский дал в 37-м году, был и главный транспортный прокурор СССР Герман Михайлович Сегал. Ему было тогда 40 лет. Выступая на общем собрании сотрудников Прокуратуры по случаю двадцатилетия Октябрьской революции, Вышинский призвал своих слушателей к повышенной бдительности, чтобы «не допустить проникновения в нашу среду, к надзору за законностью и отправлению правосудия таких контрреволюционеров, как…» Среди «таких, как» он назвал и Сегала.
Главному транспортному прокурору страны вменялось в вину редчайшее из злодейств: он «установил связь со своим отцом»! Чего только я не встречал в документах тех лет, а вот такого—ни разу! Правда, отец у Сегала был не простой—"германский шпион". Он специально имел «связь» с сыном за завтраком или ужином, чтобы лучше готовить диверсии на железных дорогах. Захаживал в гости и «друг» прокурора — заместитель наркома путей сообщения Полонский. Папа тоже сидел за столом — сын «специально» заводил разговор «о служебных делах». Об этих «делах» через сына и папу узнавали в Берлине…"

#### Из книги Звягинцева А. Г., Орлова Ю. Г. «Прокуроры двух эпох Андрей Вышинский и Роман Руденко»
«Среди лиц, попавших в ежовские застенки в бытность Вышинского „главным законником страны“, оказалось немало и московских прокуроров: ответственных работников Прокуратуры СССР, Прокуратуры республики, Главной транспортной прокуратуры, прокуратур Москвы и Московской области. Эти процессы были связаны между собой одними и теми же стандартными формулировками обвинения и „свидетелями“, в качестве которых, как правило, выступали те же обвиняемые, не выдержавшие выпавших на их долю испытаний. В этих делах полно взаимных „изобличений“, подлогов, наветов, фальсификаций. Связанные, казалось бы, воедино, эти дела тем не менее расследовались разрозненно. Перед неумолимыми судьями каждый держал ответ за свои „деяния“ самостоятельно.
В августе — октябре 1937 года органами НКВД СССР были арестованы главный транспортный прокурор СССР Герман Михайлович Сегал, его заместитель Сергей Алексеевич Миронов и помощник Аркадий Маркович Липкин. Сегал обвинялся в том, что являлся участником контрреволюционной организации, в которую был завербован якобы еще в 1929 году тогдашним председателем Московского областного суда М. И. Челышевым. По версии следствия, „активная вредительская деятельность“ Сегала заключалась в „искривлении революционной законности“, „развороте массовых репрессий“, острие которых направлялось против трудящихся железнодорожников, а не против „действительных виновников подрывной работы на транспорте“, укрывательстве вредителей и диверсантов путём прекращения дел. Ему вменялось в вину также и то, что он был „агентом иностранной разведки“, передавал врагам шпионские сведения „по паровозному хозяйству“ и секретные материалы. Аналогичные обвинения (разве что без шпионажа) были предъявлены также Миронову и Липкину. 25 ноября 1937 года Военная коллегия Верховного суда приступила к рассмотрению дела Германа Михайловича Сегала. В судебном заседании он виновным себя не признал и от всех своих показаний, данных во время следствия, отказался. Однако это уже ничего не изменило в его судьбе. Г. М. Сегал был приговорен к высшей мере наказания — расстрелу…»

## Семья
Отец — Михаил Григорьевич Сегал. Почетный гражданин Варшавы. Владел в Германии меховой фабрикой, которую перевел в Россию и подарил советскому государству. Расстрелян по ложному обвинению в шпионаже в 1937 году.
Мать — Ольга Адольфовна Сегал. Родила шестерых детей. Умерла в эвакуации в Кировской области в 1942 году.
Брат — Борис Михайлович Сегал (1904, Москва −19 марта 1938 года, Бутово-Коммунарка), образование: высшее, член ВКП(б) старший экономист треста <Мосавторемонт>,Арест: 1937.12.25 Осужд. 1938.03.19 Военная коллегия Верховного суда СССР. Обв. участии в к.-р. организации Расстр. 1938.03.19. Место расстрела: Московская обл, Коммунарка Реаб. май 1991 прокуратурой СССР [Москва, расстрельные списки — Коммунарка].
Сестра — Нина Михайловна Сегал (Сапегина) — художница, скульптор.
Сестры — Зоя, Валентина.
Брат — Юрий Михайлович Сегал (1900—1997). Инженер-энергетик, строитель электростанций
Жена — Людмила Васильевна Сегал (1897—1967). В девичестве — Уткина. Была в заключении как ЧСИР с 1937 в общей сложности 12 лет.
Дочь — Августа Германовна Маркова (8 декабря 1921 года, Москва — 25 января 2004, Москва) — журналист. Жена, личный секретарь и редактор поэта Алексея Маркова.
Сын — Октябрь (Владимир) Германович Сегал (1923—1993). В 17 лет пошёл добровольцем на фронт. Был зачислен в штрафбат как «сын врагов народа». Тяжело ранен под Сталинградом во время единоличной пешей атаки на вражеский дзот.
Младшая дочь (1935) — Наталия Германовна Сегал. Химик-технолог, стекольщик.
Внук (1954-2013) — Сергей Алексеевич Марков. Прозаик, журналист, киносценарист.
Правнук (1972) — Емельян Александрович Марков. Прозаик, поэт, драматург, критик.